# ネイサン・ヒラヤマ
ネイサン・ヒラヤマ（Nathan Hirayama、1988年3月23日 - ）は、カナダの元ラグビー選手。

## プロフィール
- カナダ・リッチモンド出身。
- ポジションはスタンドオフ(SO)、フルバック(FB)。
- 身長 183cm、体重 88kg
- 曾祖父母がカナダに移民した日系4世[1]。
- 父のギャリーも元ラグビー選手（元カナダ代表）[2]。

## 略歴
14歳からラグビーを始めた。U20カナダ代表に選ばれたことがある。
2021年、東京五輪の7人制カナダ代表スコッドに選ばれた。開会式では女子バスケのミランダ・アイムと共にカナダ選手団の旗手を務めた。同年9月、自身のInstagramで現役引退を発表した。 
カナダ代表通算キャップ数は23で、ワールドカップ2007・2011・2015のカナダ代表に選ばれた。